# Véronne (Drôme)
Véronne ist eine ehemalige französische Gemeinde mit 38 Einwohnern (Stand: 1. Januar 2022) im Département Drôme in der Region Auvergne-Rhône-Alpes. Sie gehörte zum Arrondissement Die. Die Bewohner werden Véronnois und Véronnoises genannt.
Der Erlass des Präfekten vom 10. Dezember 2024 legte mit Wirkung zum 1. Januar 2025 die Eingliederung von Véronne ohne Status einer Commune déléguée zusammen mit der früheren Gemeinde Saillans zur gleichnamigen Commune nouvelle Saillans fest.

## Geografie

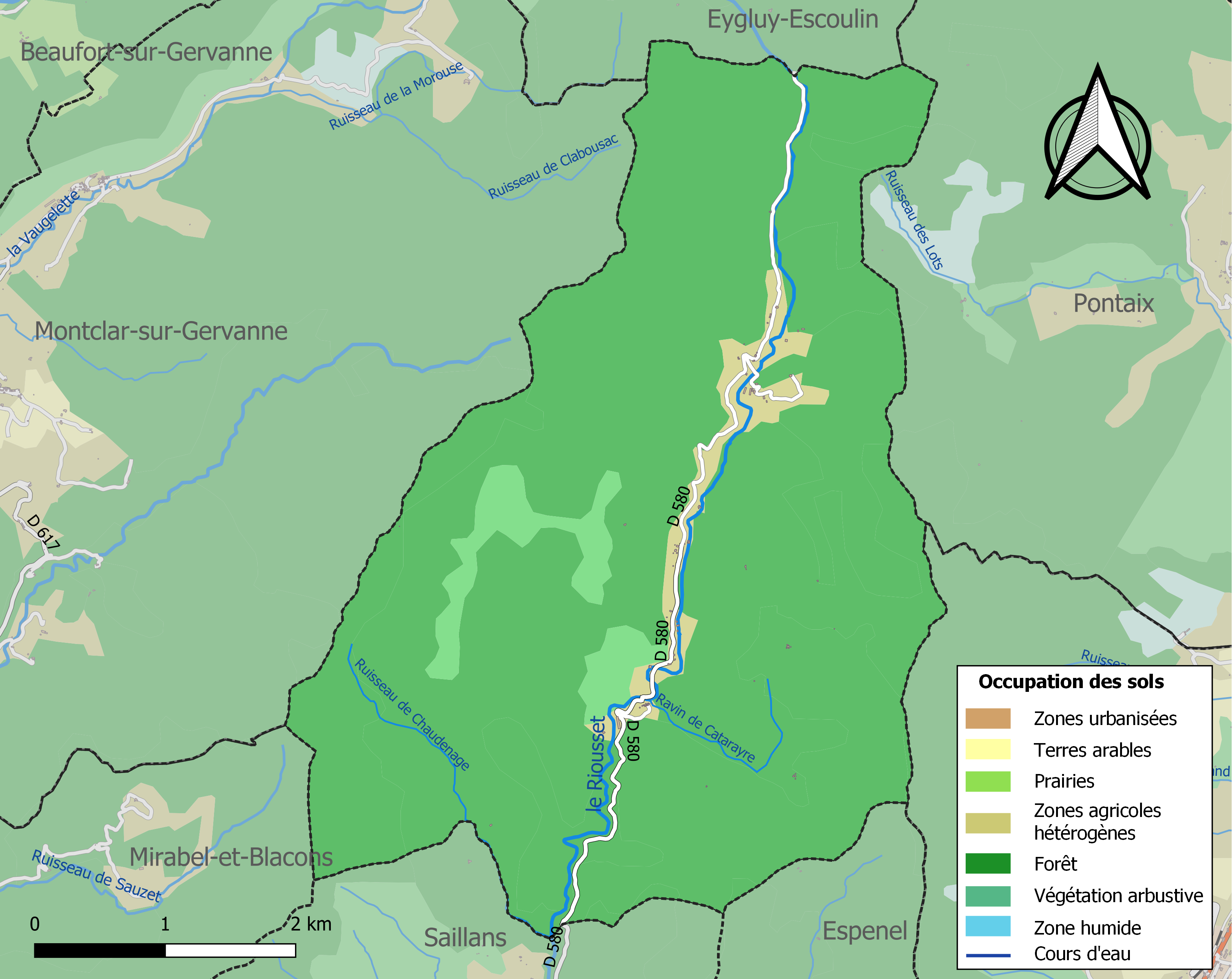
Bodennutzung, Hydrografie und Infrastruktur von Véronne (2018)

Véronne liegt etwa 33 Kilometer südöstlich von Valence, etwa 13 Kilometer westlich von Die und etwa 42 Kilometer nordnordöstlich von Nyons in der Région naturelle des Diois im Südwesten der historischen Landschaft der Dauphiné.
Der Ort befindet sich im Einzugsgebiet der Rhone. Sein Gebiet wird entwässert vom Flüsschen Riousset, einem Zufluss der Drôme, und seinen Nebenflüssen, dem Ruisseau de Chaudenage und dem Riou de la Cuillère.
Das Bodenrelief zeigt die gebirgige Landschaft der provenzalischen Voralpen, Das Dorfzentrum liegt auf etwa 415 m Höhe am rechten Ufer des Riousset. Im Nordosten wird das Ortsgebiet vom Massif du Grand Barry nach Osten begrenzt. Dort wird auch die höchste Erhebung von Véronne mit 1109 m gemessen. Die niedrigste Stelle befindet sich mit 314 m im Süden beim Austritt des Riousset aus dem Ortsgebiet.
Teile des Gebiets von Véronne gehören zu den drei ZNIEFF-Naturzonen „Massif du Grand Barry“ (820030152), „Landes et bois de Saint Christophe“ (820030156) und „Combe du ruisseau d’Aiguebelle au Grand Barry“ (820030132).
Rund 92 % der Fläche von Véronne sind bewaldet, rund 4 % entfallen auf Gebiete mit Strauch- und/oder Kräutervegetation, 4 % werden landwirtschaftlich, hauptsächlich heterogen genutzt.
Umgeben wird Véronne von den Nachbargemeinden Eygluy-Escoulin im Norden, Pontaix im Nordosten, Vercheny im Osten und Espenel im Südosten, von Saillans (Ortsteil der Commune nouvelle) im Süden sowie von den Nachbargemeinden Mirabel-et-Blacons im Südwesten und Montclar-sur-Gervanne im Westen.

## Geschichte
Der Ortsname wurde in den Schriften in den folgenden Formen erwähnt:
- 1163: Veronne
- 1201: castrum de Verona
- 14. Jahrhundert: prioratus de Verona
- 1509 : Kirche Notre-Dame : ecclesia parrochialis Beate Marie de Veyrona
- 1519: prioratus cum cura de Verona
- 1891: Véronne.[4]

## Bevölkerungsentwicklung

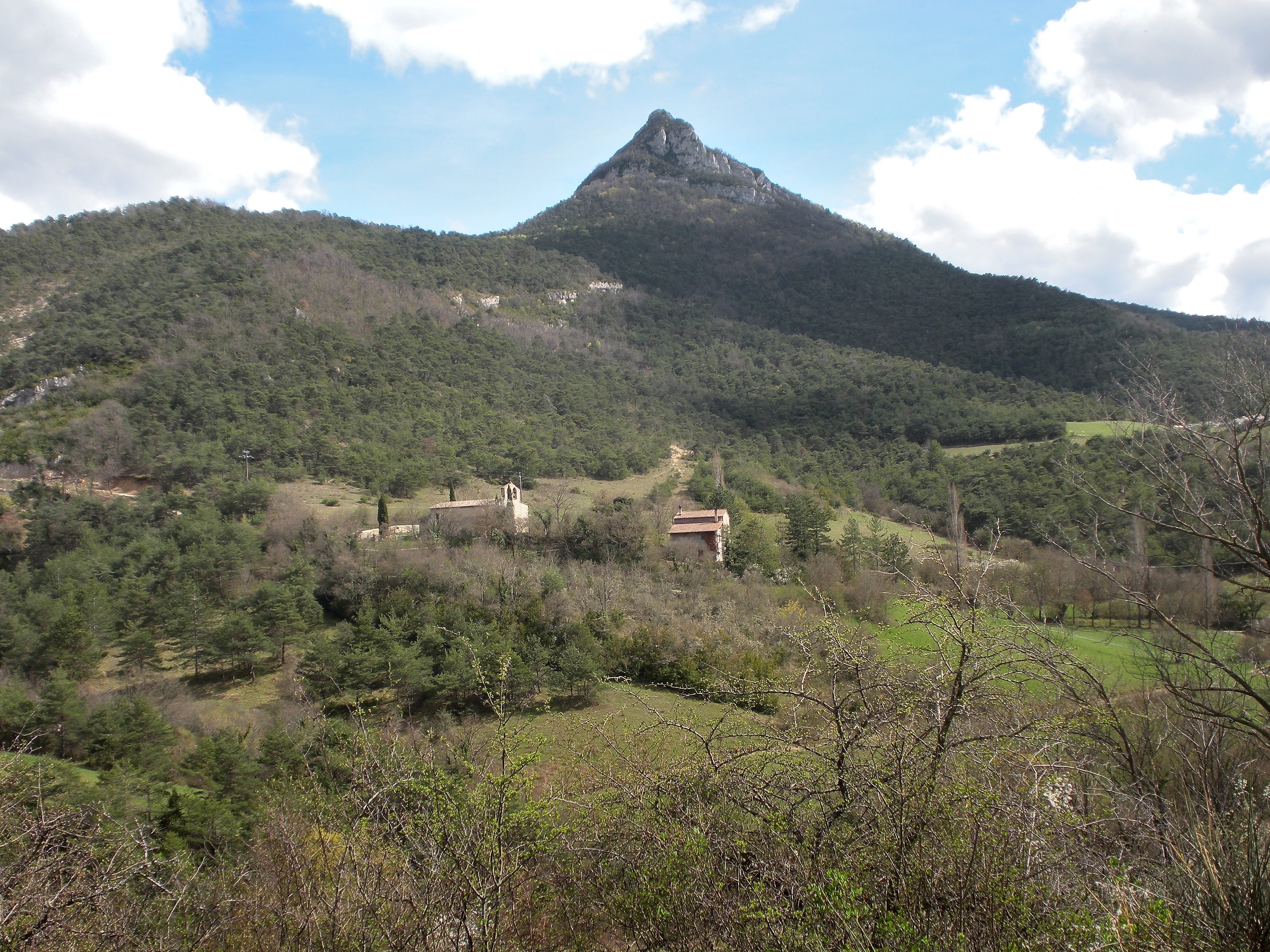
Geburtskirche

| Véronne: Einwohnerzahlen von 1793 bis 2020                                                                                 | Véronne: Einwohnerzahlen von 1793 bis 2020 | Véronne: Einwohnerzahlen von 1793 bis 2020 | Véronne: Einwohnerzahlen von 1793 bis 2020 | Véronne: Einwohnerzahlen von 1793 bis 2020 |
| --- | ------------------------------------------ | ------------------------------------------ | ------------------------------------------ | ------------------------------------------ |
| Jahr |                                            |                                            |                                            | Einwohner                                  |
| 1793 | 1793                                       |                                            | 211                                        | 211                                        |
| 1800 | 1800                                       |                                            | 198                                        | 198                                        |
| 1806 | 1806                                       |                                            | 225                                        | 225                                        |
| 1821 | 1821                                       |                                            | 215                                        | 215                                        |
| 1831 | 1831                                       |                                            | 248                                        | 248                                        |
| 1836 | 1836                                       |                                            | 227                                        | 227                                        |
| 1841 | 1841                                       |                                            | 245                                        | 245                                        |
| 1846 | 1846                                       |                                            | 209                                        | 209                                        |
| 1851 | 1851                                       |                                            | 210                                        | 210                                        |
| 1856 | 1856                                       |                                            | 204                                        | 204                                        |
| 1861 | 1861                                       |                                            | 197                                        | 197                                        |
| 1866 | 1866                                       |                                            | 191                                        | 191                                        |
| 1872 | 1872                                       |                                            | 171                                        | 171                                        |
| 1876 | 1876                                       |                                            | 170                                        | 170                                        |
| 1881 | 1881                                       |                                            | 157                                        | 157                                        |
| 1886 | 1886                                       |                                            | 132                                        | 132                                        |
| 1891 | 1891                                       |                                            | 141                                        | 141                                        |
| 1896 | 1896                                       |                                            | 115                                        | 115                                        |
| 1901 | 1901                                       |                                            | 117                                        | 117                                        |
| 1906 | 1906                                       |                                            | 109                                        | 109                                        |
| 1911 | 1911                                       |                                            | 107                                        | 107                                        |
| 1921 | 1921                                       |                                            | 81                                         | 81                                         |
| 1926 | 1926                                       |                                            | 72                                         | 72                                         |
| 1931 | 1931                                       |                                            | 59                                         | 59                                         |
| 1936 | 1936                                       |                                            | 58                                         | 58                                         |
| 1946 | 1946                                       |                                            | 47                                         | 47                                         |
| 1954 | 1954                                       |                                            | 33                                         | 33                                         |
| 1962 | 1962                                       |                                            | 32                                         | 32                                         |
| 1968 | 1968                                       |                                            | 58                                         | 58                                         |
| 1975 | 1975                                       |                                            | 44                                         | 44                                         |
| 1982 | 1982                                       |                                            | 13                                         | 13                                         |
| 1990 | 1990                                       |                                            | 39                                         | 39                                         |
| 1999 | 1999                                       |                                            | 37                                         | 37                                         |
| 2006 | 2006                                       |                                            | 45                                         | 45                                         |
| 2013 | 2013                                       |                                            | 38                                         | 38                                         |
| 2020 | 2020                                       |                                            | 44                                         | 44                                         |
| Quelle(n): EHESS/Cassini bis 1999, INSEE ab 2006 Anmerkung(en): Ab 1962 offizielle Zahlen ohne Einwohner mit Zweitwohnsitz |                                            |                                            |                                            |                                            |

## Sehenswürdigkeiten
- Geburtskirche (Église de la Nativité)
- Kapelle Saint-Christophe